# Balajivka
Balakhivka (en ucraniano: Балахівка; en ruso: Балаховка) es un asentamiento ucraniano ubicado en el Raión de Oleksandría en el Óblast de Kirovogrado. Se encuentra en la margen izquierda del Río Inhulets, un afluente derecho del Río Dniéper.

## Historia
Hasta el 18 de julio de 2020, Balakhivka pertenecía a Raión de Petrove. El raión se abolió en julio de 2020 como parte de la reforma administrativa de Ucrania, que redujo el número de riones del Óblast de Kirovohrad a cuatro. El área del Raión de Petrove se fusionó con el Raión de Oleksandría.